# Fußball-Weltmeisterschaft der Frauen 2023/Gruppe H
| Pl. | Land        | Sp. | S | U | N | Tore    | Diff. | Punkte |
| --- | ----------- | --- | - | - | - | ------- | ----- | ------ |
| 1.  | Kolumbien   | 3   | 2 | 0 | 1 | 004:200 | +2    | 06     |
| 2.  | Marokko     | 3   | 2 | 0 | 1 | 002:600 | −4    | 06     |
| 3.  | Deutschland | 3   | 1 | 1 | 1 | 008:300 | +5    | 04     |
| 4.  | Südkorea    | 3   | 0 | 1 | 2 | 001:400 | −3    | 01     |

Gruppe H der Fußball-Weltmeisterschaft der Frauen 2023:

## Deutschland – Marokko 6:0 (2:0)
| Deutschland                                                                         | Deutschland | Marokko | Marokko |
| ----------------------------------------------------------------------------------- | --- | --- | ------- |
| Deutschland                                                                         | \| 1. Spieltag \| \| 24. Juli um 18:30 Uhr (10:30 Uhr MESZ) in Melbourne (Melbourne Rectangular Stadium) \| \| Zuschauer: 27.256 \| \| Schiedsrichterin: Tori Penso ( Vereinigte Staaten) 1 \| \| Spielbericht \|                                                                                               | \| 1. Spieltag \| \| 24. Juli um 18:30 Uhr (10:30 Uhr MESZ) in Melbourne (Melbourne Rectangular Stadium) \| \| Zuschauer: 27.256 \| \| Schiedsrichterin: Tori Penso ( Vereinigte Staaten) 1 \| \| Spielbericht \| | Marokko |
| Deutschland                                                                         | Merle Frohms – Felicitas Rauch (89. Chantal Hagel), Sara Doorsoun, Kathrin Hendrich, Svenja Huth – Sara Däbritz, Melanie Leupolz (64. Lena Lattwein) – Klara Bühl (64. Nicole Anyomi), Lina Magull (64. Lea Schüller), Jule Brand – Alexandra Popp (82. Laura Freigang) Cheftrainerin: Martina Voss-Tecklenburg | Khadija Er-Rmichi – Zineb Redouani, Yasmin Mrabet (82. Nesryne El Chad), Hanane Aït El Haj, Sarah Kassi – Fatima Tagnaout, Ghizlane Chebbak , Élodie Nakkach (82. Najat Badri), Sakina Ouzraoui (90.+5 Sofia Bouftini) – Anissa Lahmari (67. Salma Amani), Rosella Ayane (90.+5 Ibtissam Jraïdi) Cheftrainer: Reynald Pedros ( Frankreich) | Marokko |
| Deutschland                                                                         | 1:0 Popp (11.) 2:0 Popp (39.) 3:0 Bühl (46.) 4:0 Aït El Haj (54., Eigentor) 5:0 Redouani (79., Eigentor) 6:0 Schüller (90.) | | Marokko |
| Deutschland                                                                         | Anyomi (75.) | | Marokko |
| Deutschland                                                                         | Abseitstore durch Däbritz (33.) und Schüller (90.+5') | Abseitstor durch Lahmari (53.) | Marokko |
| Deutschland                                                                         | Spieler des Spiels: Alexandra Popp (Deutschland) | | Marokko |
| 1. Spieltag                                                                         | | |         |
| 24. Juli um 18:30 Uhr (10:30 Uhr MESZ) in Melbourne (Melbourne Rectangular Stadium) | | |         |
| Zuschauer: 27.256                                                                   | | |         |
| Schiedsrichterin: Tori Penso ( Vereinigte Staaten) 1                                | | |         |
| Spielbericht                                                                        | | |         |

Im Auftaktspiel der Gruppe H zwischen Deutschland und Marokko schlug die Auswahl von Martina Voss-Tecklenburg die unterlegenen Marokkanerinnen klar. Durch einen frühen Doppelpack von Alexandra Popp gingen die Deutschen in die Halbzeit und setzten gegen die von Reynald Pedros trainierten Außenseiterinnen rasch mit einem weiteren Treffer von Klara Bühl nach nur 25 gespielten Sekunden im zweiten Durchgang nach.
Bei Popps erstem Treffer gelang es zuvor Jule Brand, einen Fehlpass der Marokkanerinnen zur Balleroberung zu nutzen und Kathrin Hendrich in die Tiefe zu schicken, welche ihrerseits direkt auf Höhe des Elfmeterpunkts zu Popp flankte. Da die marokkanische Torhüterin unter dem Ball durchsprang, hatte Popp leichtes Spiel und musste nur einköpfen. 

Das weiterhin hohe Pressing der Deutschen wurde im weiteren Verlauf auch durch zwei Eigentore der Atlaslöwinnen belohnt, von denen eines ebenfalls durch eine hohe Hereingabe gelang. Den Schlusspunkt in einem sehr einseitigen Auftaktspiel setzte die eingewechselte Lea Schüller in der 90. Minute mit einem Nachschuss zum 6:0.

## Kolumbien – Südkorea 2:0 (2:0)
| Kolumbien                                                                  | Kolumbien | Südkorea | Südkorea |
| -------------------------------------------------------------------------- | --- | --- | -------- |
| Kolumbien                                                                  | \| 1. Spieltag \| \| 25. Juli um 12:00 Uhr (04:00 Uhr MESZ) in Sydney (Sydney Football Stadium) \| \| Zuschauer: 24.323 \| \| Schiedsrichterin: Rebecca Welch ( England) 2 \| \| Spielbericht \|                                                                 | \| 1. Spieltag \| \| 25. Juli um 12:00 Uhr (04:00 Uhr MESZ) in Sydney (Sydney Football Stadium) \| \| Zuschauer: 24.323 \| \| Schiedsrichterin: Rebecca Welch ( England) 2 \| \| Spielbericht \|                                                                     | Südkorea |
| Kolumbien                                                                  | Catalina Pérez Jaramillo – Manuela Vanegas, Daniela Arias, Jorelyn Carabalí, Carolina Arias – Daniela Montoya (87. Diana Ospina), Lorena Bedoya – Mayra Ramírez, Leicy Santos (76. Marcela Restrepo), Linda Caicedo – Catalina Usme Cheftrainer: Nelson Abadía 1 | Yoon Young-geul – Jang Sel-gi, Shim Seo-yeon, Lim Seon-joo, Kim Hye-ri , Choo Hyo-joo (88. Moon Mi-ra) – Cho So-hyun (68. Park Eun-sun), Ji So-yun, Lee Geum-min – Choe Yu-ri (78. Casey Phair), Son Hwa-yeon (68. Kang Chae-rim) Cheftrainer: Colin Bell ( England) | Südkorea |
| Kolumbien                                                                  | 1:0 Usme (30., Handelfmeter) 2:0 Caicedo (39.) | | Südkorea |
| Kolumbien                                                                  | Vanegas (10.), Arias (45.+6') | Shim S.-y. (29.), Lim S.-j. (45.+7) | Südkorea |
| Kolumbien                                                                  | Spieler des Spiels: Linda Caicedo (Kolumbien) | | Südkorea |
| 1. Spieltag                                                                | | |          |
| 25. Juli um 12:00 Uhr (04:00 Uhr MESZ) in Sydney (Sydney Football Stadium) | | |          |
| Zuschauer: 24.323                                                          | | |          |
| Schiedsrichterin: Rebecca Welch ( England) 2                               | | |          |
| Spielbericht                                                               | | |          |

## Südkorea – Marokko 0:1 (0:1)
| Südkorea                                                               | Südkorea | Marokko | Marokko |
| ---------------------------------------------------------------------- | --- | --- | ------- |
| Südkorea                                                               | \| 2. Spieltag \| \| 30. Juli um 14:00 Uhr (06:30 Uhr MESZ) in Adelaide (Hindmarsh Stadium) \| \| Zuschauer: 12.886 \| \| Schiedsrichterin: Edina Alves Batista ( Brasilien) 3 \| \| Spielbericht \|                                                                            | \| 2. Spieltag \| \| 30. Juli um 14:00 Uhr (06:30 Uhr MESZ) in Adelaide (Hindmarsh Stadium) \| \| Zuschauer: 12.886 \| \| Schiedsrichterin: Edina Alves Batista ( Brasilien) 3 \| \| Spielbericht \| | Marokko |
| Südkorea                                                               | Kim Jeong-mi – Shim Seo-yeon, Hong Hye-ji (84. Casey Phair), Kim Hye-ri – Jang Sel-gi, Ji So-yun, Lee Geum-min (88. Chun Ga-ram), Cho So-hyun, Choo Hyo-joo (46. Moon Mi-ra) – Park Eun-sun (69. Jeon Eun-ha), Son Hwa-yeon (46. Choe Yu-ri) Cheftrainer: Colin Bell ( England) | Khadija Er-Rmichi – Zineb Redouani, Nesryne El Chad, Nouhaïla Benzina, Hanane Aït El Haj (80. Sofia Bouftini) – Fatima Tagnaout, Ghizlane Chebbak , Élodie Nakkach (80. Najat Badri), Sakina Ouzraoui – Ibtissam Jraïdi (74. Rosella Ayane), Salma Amani (69. Sarah Kassi) Cheftrainer: Reynald Pedros ( Frankreich) | Marokko |
| Südkorea                                                               | 0:1 Jraïdi (6.) | | Marokko |
| Südkorea                                                               | Benzina (81.) | | Marokko |
| Südkorea                                                               | Spieler des Spiels: Ibtissam Jraïdi (Marokko) | | Marokko |
| 2. Spieltag                                                            | | |         |
| 30. Juli um 14:00 Uhr (06:30 Uhr MESZ) in Adelaide (Hindmarsh Stadium) | | |         |
| Zuschauer: 12.886                                                      | | |         |
| Schiedsrichterin: Edina Alves Batista ( Brasilien) 3                   | | |         |
| Spielbericht                                                           | | |         |

## Deutschland – Kolumbien 1:2 (0:0)
| Deutschland                                                                | Deutschland | Kolumbien | Kolumbien |
| -------------------------------------------------------------------------- | --- | --- | --------- |
| Deutschland                                                                | \| 2. Spieltag \| \| 30. Juli um 19:30 Uhr (11:30 Uhr MESZ) in Sydney (Sydney Football Stadium) \| \| Zuschauer: 40.499 \| \| Schiedsrichter: Melissa Borjas ( Honduras) 4 \| \| Spielbericht \|                                                                   | \| 2. Spieltag \| \| 30. Juli um 19:30 Uhr (11:30 Uhr MESZ) in Sydney (Sydney Football Stadium) \| \| Zuschauer: 40.499 \| \| Schiedsrichter: Melissa Borjas ( Honduras) 4 \| \| Spielbericht \|                                                                                                | Kolumbien |
| Deutschland                                                                | Merle Frohms – Chantal Hagel, Sara Doorsoun (46. Sjoeke Nüsken), Kathrin Hendrich, Svenja Huth – Sara Däbritz, Lena Oberdorf – Klara Bühl (76. Nicole Anyomi), Lina Magull (67. Lea Schüller), Jule Brand – Alexandra Popp Cheftrainerin: Martina Voss-Tecklenburg | Catalina Pérez – Manuela Vanegas, Daniela Arias, Jorelyn Carabalí (90.+14 Monica Ramos), Carolina Arias – Daniela Montoya (67. Diana Ospina), Lorena Bedoya – Mayra Ramírez, Lady Andrade (54. Leicy Santos), Linda Caicedo (90.+6 Marcela Restrepo) – Catalina Usme Cheftrainer: Nelson Abadía | Kolumbien |
| Deutschland                                                                | 1:1 Popp (89., Foulelfmeter) | 0:1 Caicedo (52.) 1:2 Vanegas (90.+7) | Kolumbien |
| Deutschland                                                                | Oberdorf (57.) | Bedoya (62.), Ospina (80.), Pérez (88.) | Kolumbien |
| Deutschland                                                                | Spieler des Spiels: Linda Caicedo (Kolumbien) | | Kolumbien |
| 2. Spieltag                                                                | | |           |
| 30. Juli um 19:30 Uhr (11:30 Uhr MESZ) in Sydney (Sydney Football Stadium) | | |           |
| Zuschauer: 40.499                                                          | | |           |
| Schiedsrichter: Melissa Borjas ( Honduras) 4                               | | |           |
| Spielbericht                                                               | | |           |

## Marokko – Kolumbien 1:0 (1:0)
| Marokko                                                     | Marokko | Kolumbien | Kolumbien |
| ----------------------------------------------------------- | --- | --- | --------- |
| Marokko                                                     | \| 3. Spieltag \| \| 3. August, 18:00 Uhr (12:00 Uhr MESZ) in Perth (Perth Oval) \| \| Zuschauer: 17.342 \| \| Schiedsrichterin: Maria Sole Ferrieri Caputi ( Italien) 5 \| \| Spielbericht \|                                                                                   | \| 3. Spieltag \| \| 3. August, 18:00 Uhr (12:00 Uhr MESZ) in Perth (Perth Oval) \| \| Zuschauer: 17.342 \| \| Schiedsrichterin: Maria Sole Ferrieri Caputi ( Italien) 5 \| \| Spielbericht \|                                                                                       | Kolumbien |
| Marokko                                                     | Khadija Er-Rmichi – Zineb Redouani, Nesryne El Chad, Nouhaïla Benzina, Hanane Aït El Haj – Fatima Tagnaout, Ghizlane Chebbak , Élodie Nakkach, Sakina Ouzraoui – Ibtissam Jraïdi (86. Rosella Ayane), Anissa Lahmari (71. Salma Amani) Cheftrainer: Reynald Pedros ( Frankreich) | Catalina Pérez Jaramillo – Manuela Vanegas, Daniela Arias, Jorelyn Carabalí, Carolina Arias (90+1` Marcela Restrepo) – Daniela Montoya (59. Diana Ospina), Lorena Bedoya (86. Ivonne Chacón) – Leicy Santos, Catalina Usme, Linda Caicedo – Mayra Ramírez Cheftrainer: Nelson Abadía | Kolumbien |
| Marokko                                                     | 1:0 Lahmari (45+4') | | Kolumbien |
| Marokko                                                     | Chebbak (90+11') | Vanegas (51.) | Kolumbien |
| Marokko                                                     | Spieler des Spiels: Anissa Lahmari (Marokko) | | Kolumbien |
| 3. Spieltag                                                 | | |           |
| 3. August, 18:00 Uhr (12:00 Uhr MESZ) in Perth (Perth Oval) | | |           |
| Zuschauer: 17.342                                           | | |           |
| Schiedsrichterin: Maria Sole Ferrieri Caputi ( Italien) 5   | | |           |
| Spielbericht                                                | | |           |

## Südkorea – Deutschland 1:1 (1:1)
| Südkorea                                                      | Südkorea | Deutschland | Deutschland |
| ------------------------------------------------------------- | --- | --- | ----------- |
| Südkorea                                                      | \| 3. Spieltag \| \| 3. August, 20:00 Uhr (12:00 Uhr MESZ) in Brisbane (Lang Park) \| \| Zuschauer: 38.945 \| \| Schiedsrichterin: Anna-Marie Keighley ( Neuseeland) 6 \| \| Spielbericht \|                                                      | \| 3. Spieltag \| \| 3. August, 20:00 Uhr (12:00 Uhr MESZ) in Brisbane (Lang Park) \| \| Zuschauer: 38.945 \| \| Schiedsrichterin: Anna-Marie Keighley ( Neuseeland) 6 \| \| Spielbericht \|                                                                             | Deutschland |
| Südkorea                                                      | Kim Jeong-mi – Jang Sel-gi, Shim Seo-yeon, Kim Hye-ri , Choo Hyo-joo – Lee Geum-min – Chun Ga-ram (63. Park Eun-sun), Cho So-hyun (90+10' Kang Chae-rim), Ji So-yun – Choe Yu-ri, Casey Phair (86. Moon Mi-ra) Cheftrainer: Colin Bell ( England) | Merle Frohms – Chantal Hagel, Marina Hegering, Kathrin Hendrich, Svenja Huth – Sara Däbritz (64. Lena Lattwein), Lena Oberdorf – Klara Bühl (64. Sydney Lohmann), Alexandra Popp , Jule Brand (84. Nicole Anyomi) – Lea Schüller Cheftrainerin: Martina Voss-Tecklenburg | Deutschland |
| Südkorea                                                      | 1:0 Cho S. (6.) | 1:1 Popp (42.) | Deutschland |
| Südkorea                                                      | Hegering (90+6') | | Deutschland |
| Südkorea                                                      | 100. Länderspiel von Sara Däbritz | | Deutschland |
| Südkorea                                                      | Spieler des Spiels: Alexandra Popp (Deutschland) | | Deutschland |
| 3. Spieltag                                                   | | |             |
| 3. August, 20:00 Uhr (12:00 Uhr MESZ) in Brisbane (Lang Park) | | |             |
| Zuschauer: 38.945                                             | | |             |
| Schiedsrichterin: Anna-Marie Keighley ( Neuseeland) 6         | | |             |
| Spielbericht                                                  | | |             |